# Tommaso Maria Gabrini
Tommaso Maria Gabrini (Roma, 15 ottobre 1726 – Roma, 16 novembre 1808) è stato un matematico italiano.
Appartenente all'ordine dei Chierici regolari minori, è l'autore di una dissertazione di geometria sulla disuguaglianza triangolare esposta da Euclide nella ventesima proposizione del primo libro degli Elementi.

## Opere
- (LA) De origine montium, Pesaro, Niccolò Gavelli, 1752.
- Dissertazione sopra la proposizione ventesima del libro primo d'Euclide, Pesaro, Niccolò Gavelli, 1752.
- Osservazioni storico-critiche sulla vita di Cola di Rienzo, Roma, Fulgoni, 1806.